# Martina Schütze
Martina Schütze (* 1975) ist eine deutsch-schweizerische Schauspielerin.

## Leben
Ihre Eltern sind die Schauspieler Ludwig Schütze und Rosemarie Wolf.
Martina Schütze, in Deutschland und der Schweiz lebende und arbeitende Schauspielerin, spielte seit 2005 die Hauptrolle der Hotelmanagerin Sophie in der Schweizer Serie Schöni Uussichte. Die von 1996 bis 1999 am Schauspiel München Ausgebildete spielte in Deutschland in Serien wie Samt und Seide (feste Rolle als Inge Fabian) sowie in Gastrollen bei SOKO 5113, Vorsicht Falle!, Hinter Gittern – Der Frauenknast, Marienhof und Streit um drei. In der Schweiz war sie in Kurzfilmen von Meret Burger (Room Service), Thomas Isler (Das Cello) und Dieter Koller (Schützenhilfe) sowie in der Serie Lüthi und Blanc zu erleben. Außerdem war sie bisher in zahlreichen Theaterstücken in Basel, Zürich und München zu erleben.
Daneben arbeitet Martina Schütze als Sprecherin und ist Gründerin der Improvisationstheater- und Theatersport-Gruppe Tsurigo in Zürich.

## Filmografie (Auswahl)
- 1999: Lüthi und Blanc (Fernsehserie)
- 2000: Samt und Seide (Fernsehserie)
- 2003: SOKO 5113 (Fernsehserie, Folge Das Mörderspiel)
- 2004: Doppelter Einsatz (Fernsehserie, Folge Kidnapping)
- 2004: SOKO Kitzbühel (Fernsehserie, Folge Eine Mords-Rallye)
- 2005–2007: Schöni Uussichte (Sitcom, Serienhauptrolle)
- 2007: SOKO 5113 (Fernsehserie, Folge Verhängnis)
- 2010: Die Rosenheim-Cops (Fernsehserie, Folge Bei Einbruch: Mord)
- 2012: Ruhm (Fernsehfilm)